# Arachosinella oeroegensis
Arachosinella oeroegensis är en spindelart som beskrevs av Jörg Wunderlich 1995. Arachosinella oeroegensis ingår i släktet Arachosinella och familjen täckvävarspindlar.
Artens utbredningsområde är Mongoliet. Inga underarter finns listade i Catalogue of Life.